# Liste der Stolpersteine in Gelnhausen
Die Liste der Stolpersteine in Gelnhausen enthält alle Stolpersteine, die im Rahmen des gleichnamigen Projekts von Gunter Demnig in Gelnhausen verlegt wurden. Mit ihnen soll an Opfer des Nationalsozialismus erinnert werden, die in Gelnhausen lebten und wirkten.

„„Nie wieder sollen Mensche aufgrund ihrer Religion, ihrer Zugehörigkeit zu einer Gruppe oder Ethnie, wegen ihrer sexuellen Orientierung, ihrer Behinderung oder politischen Weltanschauung verachtet, entrechetet, verfolgt und ermordet werden.““

## Verlegte Stolpersteine
| Adresse                | Verlege- datum | Person, Inschrift | Bild | Anmerkung |
| ---------------------- | -------------- | --- | --- | --------- |
| Altenhaßlauer Straße 2 | 30.08.2011     | Hier wohnte, Emmy Hill, Jg.1887, eingewiesen 30.4.1941, Landesheilanstalt Eichberg, verlegt 28.5.1941, Heilanstalt Hadamar, ermordet 28.5.1941, Aktion T4 | |           |
| Alter Graben 4–6 ·     | 14.11.2010     | Hier wohnte, Lotte Sondheimer, Jg. 1907, deportiert 1940 Gurs, 1942 Drancy, Auschwitz, ermordet                                                           | |           |
| Alter Graben 4–6 ·     | 14.11.2010     | Hier wohnte, Moritz Sichel, Jg. 1893, deportiert 1942 Maydanek, ermordet, 24.8.1942                                                                       | |           |
| Alter Graben 4–6 ·     | 09.11.2011     | Hier wohnte, Dr. Elkan Sondheimer, Jg. 1869, Zwangsverkauf des Hauses, Flucht 1939 USA, überlebt                                                          | Bild gesucht Die Wikipedia wünscht sich an dieser Stelle ein Bild vom Ort mit diesen Koordinaten 50.20478225 9.188871515 . Motiv: Stolperstein Falls du dabei helfen möchtest, erklärt die Anleitung , wie das geht. BW  |           |
| Alter Graben 4–6 ·     | 09.11.2011     | Hier wohnte, Gertud Sondheimer, geb. Rapp, Jg. 1877, Flucht 1939 USA, überlebt                                                                            | |           |
| Am Fratzenstein 4      | 09.11.2011     | Hier wohnte, Gertrud Berta Heilbrunn, geb. Strauss, Jg. 1908, deportiert 1942 Region Lublin, ermordet                                                     | Bild gesucht Die Wikipedia wünscht sich an dieser Stelle ein Bild vom Ort mit diesen Koordinaten 50.201725864 9.193804479 . Motiv: Stolperstein Falls du dabei helfen möchtest, erklärt die Anleitung , wie das geht. BW |           |
| Am Fratzenstein 4      | 09.11.2011     | Hier wohnte, Werner Heilmann, Jg. 1905, deportiert 1942 Majdanek, ermordet 4.7.1942                                                                       | Bild gesucht Die Wikipedia wünscht sich an dieser Stelle ein Bild vom Ort mit diesen Koordinaten 50.201725864 9.193804479 . Motiv: Stolperstein Falls du dabei helfen möchtest, erklärt die Anleitung , wie das geht. BW |           |
| Am Fratzenstein 4      | 09.11.2011     | Hier wohnte; Maja Berta Heilmann, Jg. 1935, deportiert 1942 Region Lublin, ermordet                                                                       | Bild gesucht Die Wikipedia wünscht sich an dieser Stelle ein Bild vom Ort mit diesen Koordinaten 50.201725864 9.193804479 . Motiv: Stolperstein Falls du dabei helfen möchtest, erklärt die Anleitung , wie das geht. BW |           |
| Am Platz 3             | 14.11.2010     | Hier wohnte, Adam Mösinger, Jg. 1906, verhaftet 1933, Kz Breitenau, 1934, Kz Sonnenburg, 1939 Sachsenhausen, 1944 Strafeinheit Dirlewanger, überlebt      | Bild gesucht Die Wikipedia wünscht sich an dieser Stelle ein Bild vom Ort mit diesen Koordinaten 50.200950101 9.1893983 . Motiv: Stolperstein Falls du dabei helfen möchtest, erklärt die Anleitung , wie das geht. BW   |           |
| Am Ziegelturm 2        | 09.11.2011     | Hier wohnte, Kathinka Strauss, Jg. 1894, deportiert 1942 Izbica, ermordet                                                                                 | Bild gesucht Die Wikipedia wünscht sich an dieser Stelle ein Bild vom Ort mit diesen Koordinaten 50.1996621 9.191256937 . Motiv: Stolperstein Falls du dabei helfen möchtest, erklärt die Anleitung , wie das geht. BW   |           |
| Bahnhofstraße 11       | 30.08.2011     | Hier wohnte, Berta Epstein, geb. Frank, Jg. 1878, Flucht Frankreich, Interniert Drancy, 1943 deportiert, ermordet 14.2.1943 Auschwitz                     | Bild gesucht Die Wikipedia wünscht sich an dieser Stelle ein Bild vom Ort mit diesen Koordinaten 50.1970482 9.189704921 . Motiv: Stolperstein Falls du dabei helfen möchtest, erklärt die Anleitung , wie das geht. BW   |           |
| Barbarossastraße 2     | 30.08.2011     | Hier wohnte, Karl Baumann, Jg. 1871, Direktor, Amtsenthebung 1933 wegen Antifaschistischer Haltung, Berufsverbot, überlebt                                | Bild gesucht Die Wikipedia wünscht sich an dieser Stelle ein Bild vom Ort mit diesen Koordinaten 50.2008054 9.19231347 . Motiv: Stolperstein Falls du dabei helfen möchtest, erklärt die Anleitung , wie das geht. BW    |           |
| Barbarossastraße 4 ·   | 14.10.2010     | Hier wohnte, Julie Schwarzschild, geb. Strauss, Jg. 1890, deportier 1941 Lodz, ermordet                                                                   | Bild gesucht Die Wikipedia wünscht sich an dieser Stelle ein Bild vom Ort mit diesen Koordinaten 50.2009145 9.1932267 . Motiv: Stolperstein Falls du dabei helfen möchtest, erklärt die Anleitung , wie das geht. BW     |           |
| Barbarossastraße 4 ·   | 14.10.2010     | Hier wohnte, Dr. Max Schwarzschild, Jg. 1880, deportiert 1941 Lodz, ermordet                                                                              | Bild gesucht Die Wikipedia wünscht sich an dieser Stelle ein Bild vom Ort mit diesen Koordinaten 50.2009145 9.1932267 . Motiv: Stolperstein Falls du dabei helfen möchtest, erklärt die Anleitung , wie das geht. BW     |           |
| Barbarossastraße 6 ·   | 14.10.2010     | Hier wohnte, Gidella Meyer, geb. Weisskopf, Jg. 1875, deportiert 1942 Theresienstadt, ermordet 16.3.1943                                                  | Bild gesucht Die Wikipedia wünscht sich an dieser Stelle ein Bild vom Ort mit diesen Koordinaten 50.20102712 9.1936648 . Motiv: Stolperstein Falls du dabei helfen möchtest, erklärt die Anleitung , wie das geht. BW    |           |
| Barbarossastraße 6 ·   | 14.10.2010     | Hier wohnte, Manfred Meyer, Jg. 1905, Opfer des Pogroms, Misshandelt, Verhaftet 1938 Dachau, Flucht 1939 USA, überlebt                                    | Bild gesucht Die Wikipedia wünscht sich an dieser Stelle ein Bild vom Ort mit diesen Koordinaten 50.20102712 9.1936648 . Motiv: Stolperstein Falls du dabei helfen möchtest, erklärt die Anleitung , wie das geht. BW    |           |
| Barbarossastraße 6 ·   | 14.10.2010     | Hier wohnte, Robert D. Meyer, Jg. 1908, deportiert 1942 Majdanek, ermordet 6.9.1942                                                                       | Bild gesucht Die Wikipedia wünscht sich an dieser Stelle ein Bild vom Ort mit diesen Koordinaten 50.20102712 9.1936648 . Motiv: Stolperstein Falls du dabei helfen möchtest, erklärt die Anleitung , wie das geht. BW    |           |
| Barbarossastraße 6 ·   | 14.10.2010     | Hier wohnte, Wilhelmine ’Minna’ Meyer, Jg. 1863, deportiert 1942 Theresienstadt, ermordet 16.3.1943                                                       | Bild gesucht Die Wikipedia wünscht sich an dieser Stelle ein Bild vom Ort mit diesen Koordinaten 50.20102712 9.1936648 . Motiv: Stolperstein Falls du dabei helfen möchtest, erklärt die Anleitung , wie das geht. BW    |           |
| Barbarossastraße 6 ·   | 14.10.2010     | Hier wohnte, Regine Hecht, Jg. 1865, deportiert 1942 Theresienstadt, ermordet                                                                             | Bild gesucht Die Wikipedia wünscht sich an dieser Stelle ein Bild vom Ort mit diesen Koordinaten 50.20102712 9.1936648 . Motiv: Stolperstein Falls du dabei helfen möchtest, erklärt die Anleitung , wie das geht. BW    |           |
| Brentanostraße 16 ·    | 20. Okt. 2009  | Hier wohnte, Berta Kneip, Jg. 1876, deportiert 15.9.1942, Theresienstadt, ermordet 6.3.1944                                                               | Stolperstein für Berta Kneip |           |
| Berliner Straße 8 ·    | 14. Nov. 2010  | Hier wohnte, Betty Goldschmidt, Jg. 1878, deportiert 1941, Kowno, ermordet 25.11.1941                                                                     | Stolperstein für Betty Goldschmidt |           |
| Langgasse 1 ·          | 14. Nov. 2010  | Hier wohnte, Cäcilie Strauss, geb. Bergen, Jg. 1881, deportiert 1942, Region Lublin, ermordet                                                             | Stolperstein für Cäcilie Strauss geb. Bergen |           |
| Brentanostraße 8 ·     | 9. Nov. 2011   | Hier wohnte, Ernst Meyer, Jg. 1918, verhaftet 1938, Buchenwald, Flucht 1940, Palästina, überlebt                                                          | Stolperstein für Ernst Meyer |           |
| Brentanostraße 5 ·     | 14. Okt. 2010  | Hier wohnte, Erwin Stern Jg. 1923 deportiert 1941 Minsk ermordet                                                                                          | Stolperstein für Erwin Stern |           |
| Brentanostraße 5 ·     | 14. Okt. 2010  | Hier wohnte, Friedrich Stern Jg. 1888 deportiert 1941 Minsk ermordet                                                                                      | Stolperstein für Friedrich Stern |           |
| Brentanostraße 8 ·     | 20. Okt. 2009  | Hier wohnte, Gitta Meyer, geb. Bergen, Jg. 1878, deportiert 22.11.1941, Kowno, ermordet 25.11.1941                                                        | Stolperstein für Gitta Meyer geb. Bergen |           |
| Brentanostraße 5 ·     | 14. Okt. 2010  | Hier wohnte, Ilse Stern Jg. 1920 deportiert 1941 Minsk ermordet                                                                                           | Stolperstein für Ilse Stern |           |
| Brentanostraße 8 ·     | 20. Okt. 2009  | Hier wohnte, Jakob Meyer, Jg. 1875, deportiert 22.11.1941 Kowno ermordet 25.11.1941                                                                       | Stolperstein für Jakob Meyer |           |
| Brentanostraße 5 ·     | 14. Okt. 2010  | Hier wohnte, Johanna Stern geb. Somborn Jg. 1887 deportiert 1941 Minsk ermordet                                                                           | Stolperstein für Johanna Stern geb. Somborn |           |
| Berliner Straße 8 ·    | 14. Nov. 2010  | Hier wohnte, Joseph Goldschmidt, Jg. 1914, Flucht Frankreich, deportiert 1942, Drancy, Auschwitz, ermordet                                                | Stolperstein für Joseph Goldschmidt |           |
| Langgasse 4 ·          | 20. Okt. 2009  | Hier wohnte, Karola Moritz, geb. Meyer, Jg. 1904, deportiert 19.10.1941, Łodz, ermordet                                                                   | Stolperstein für Karola Moritz geb. Meyer |           |
| Berliner Straße 8 ·    | 14. Nov. 2010  | Hier wohnte, Lina Karoline, Flörsheim, geb. Goldschmidt, Jg. 1881, deportiert 1941, Kowno, ermordet 25.11.1941                                            | Stolperstein für Lina Karoline Flörsheim geb. Goldschmidt |           |
| Berliner Straße 19 ·   | 14. Nov. 2010  | Hier wohnte, Ludwig Heilmann, Jg. 1904, verhaftet 1938, Buchenwald, deportiert 1941, Minsk, ermordet                                                      | Stolperstein für Ludwig Heilmann |           |
| Langgasse 4 ·          | 20. Okt. 2009  | Hier wohnte, Margot Moritz Jg. 1930 deportiert 19.10.1941 Łodz ermordet                                                                                   | Stolperstein für Margot Moritz |           |
| Langgasse 4 ·          | 20. Okt. 2009  | Hier wohnte, Max Moritz Jg. 1896 deportiert 19.10.1941 Łodz ermordet 8.5.1942                                                                             | Stolperstein für Max Moritz |           |
| Berliner Straße 8 ·    | 14. Nov. 2010  | Hier wohnte, Rosa Goldschmidt, Jg. 1889, deportiert 1940, Gurs, Auschwitz, ermordet                                                                       | Stolperstein für Rosa Goldschmidt |           |
| Langgasse 1 ·          | 14. Nov. 2010  | Hier wohnte, Siegfried Strauss, Jg. 1877, deportiert 1942, Region Lublin, ermordet                                                                        | Stolperstein für Siegfried Strauss |           |